# جي. بريكينريدج أليس
جي. بريكينريدج أليس (بالإنجليزية: J. Breckenridge Ellis)‏ (1870 - 1956)؛ روائي أمريكي.

## روابط خارجية
- جي. بريكينريدج أليس على موقع IMDb (الإنجليزية)